# Meigné
Meigné ist eine Ortschaft und eine Commune déléguée in der französischen Gemeinde Doué-en-Anjou mit 299 Einwohnern (Stand: 1. Januar 2022) im Département Maine-et-Loire in der Region Pays de la Loire. Die Einwohner werden Meignéens genannt.
Die Gemeinde Meigné wurde am 30. Dezember 2016 mit Brigné, Concourson-sur-Layon, Forges, Les Verchers-sur-Layon, Montfort, Saint-Georges-sur-Layon und Doué-la-Fontaine zur neuen Gemeinde Doué-en-Anjou zusammengeschlossen. Die Gemeinde Meigné gehörte zum Arrondissement Saumur und zum Kanton Doué-la-Fontaine.

## Geografie
Meigné liegt etwa neun Kilometer westsüdwestlich von Saumur in der Landschaft Saumurois. 

## Bevölkerungsentwicklung
| Jahr                      | 1962 | 1968 | 1975 | 1982 | 1990 | 1999 | 2006 | 2013 |
| Einwohner                 | 247  | 309  | 219  | 217  | 303  | 314  | 322  | 383  |
| Quelle: Cassini und INSEE |      |      |      |      |      |      |      |      |

## Sehenswürdigkeiten
- Kirche Saint-Pierre, seit 1974 Monument historique

## Weinbau
Die Rebflächen in Meigné sind Teil des Weinbaugebietes Anjou.